# Abdülkadir Turhan Sökmen
Abdülkadir Turhan Sökmen (* 1923 in Balıkesir, Provinz Balıkesir; † März 2011) war ein türkischer Generalleutnant des Heeres (Türk Kara Kuvvetleri).

## Leben
Sökmen absolvierte nach dem Schulbesuch seine militärische Ausbildung an der Heeresschule (Kara Harp Okulu), die er 1941 abschloss. Nach verschiedenen Verwendungen als Offizier schloss er 1959 seine Ausbildung zum Stabsoffizier an der Heeresakademie (Harp Akademisi) ab und war später unter anderem von 1965 bis 1966 als Offizier beim Truppenverband im Iran sowie von 1969 bis 1971 als Offizier in der Abteilung für Organisation und Planung im Oberkommando des Heeres tätig.
Nach seiner Beförderung zum Brigadegeneral (Tuğgeneral) 1971 wurde Sökmen zunächst Kommandeur der 4. Panzerbrigade in Aşkale sowie im Anschluss 1972 Leiter der Abteilung für Nachrichtendienste im Oberkommando des Heeres. 1973 wurde er zum Generalmajor (Tümgeneral) befördert und zum Chef des Stabes der 2. Armee in Konya ernannt, ehe er 1975 Befehlshaber der 51. Division in Dumlu wurde.
1977 erfolgte die Beförderung von Sökmen zum Generalleutnant sowie am 5. September 1977 zum Leiter der Generaldirektion für Kartografie (Harita Genel Müdürlüğü) und im Anschluss am 20. August 1980 zum Kommandierenden General des XV. Korps in İzmit. Am 3. September 1981 wurde er in den Ruhestand versetzt.
Aus seiner Ehe gingen drei Kinder hervor.